# Cuthred Cwichelming
Cuthred Cwichelming ("Cuthred, zoon van Cwichelm," ook Cuthrid, Cuðred, Cuþred, Cuþræd, Eadred genoemd, ? - 661) was van 648 tot 661 een onderkoning van de Gewissæ, een volksgroep, die in de late 7e eeuw als de "West-Saksen" het Angelsaksische koninkrijk Wessex zouden stichten.

## Leven
Cuthred was afkomstig uit het huis Wessex. Hij was een zoon van koning Cwichelm. Er zijn nakomelingen van Cuthred bekend. Cuthreds vader Cwichelm stierf in 636. In 639 bekeerde Cuthred zich tot het christendom en werd door Birinus, die drie jaar tevoren zijn vader had gedoopt, in Dorchester-on-Thames gedoopt. Birinus was ook Cuthreds dooppeter.
In 648 kwam zijn oom koning Cenwalh, die na een inval van koning Penda van Mercia in 645 naar het hof van koning Anna van East Anglia was gevlucht, onder onbekende omstandigheden terug aan de macht. Cuthred liet waarschijnlijk ook zijn aanspraken op de troon gelden. Cenwalh schonk Cuthred in 648 een uitgestrekt gebied van 3.000 hidas bij Ashdown in Berkshire, een tussen de Gewissæ en Mercia betwist gebied. Het gebied stemde overeen met bijna de helft van een koninkrijk als Lindsey, Sussex of Essex. Cuthred en ook Cenberht lijken beiden subreguli (onderkoningen) van Cenwalh te zijn geweest.
In 661 viel koning Wulfhere van Mercia het koninkrijk Wessex binnen. Cenwalh bereidde zich bij Posentesbyrg (locatie onbekend) voor op de slag. Door Wulfhere achtervolgt, moest hij zich echter tot in Ashdown in Berkshire terugtrekken. Zowel Cuthred als Cenberht stierven in ditzelfde jaar.